# 1905
1905 (MCMV) a fost un an obișnuit al calendarului gregorian, care a început într-o zi de duminică.

## Evenimente

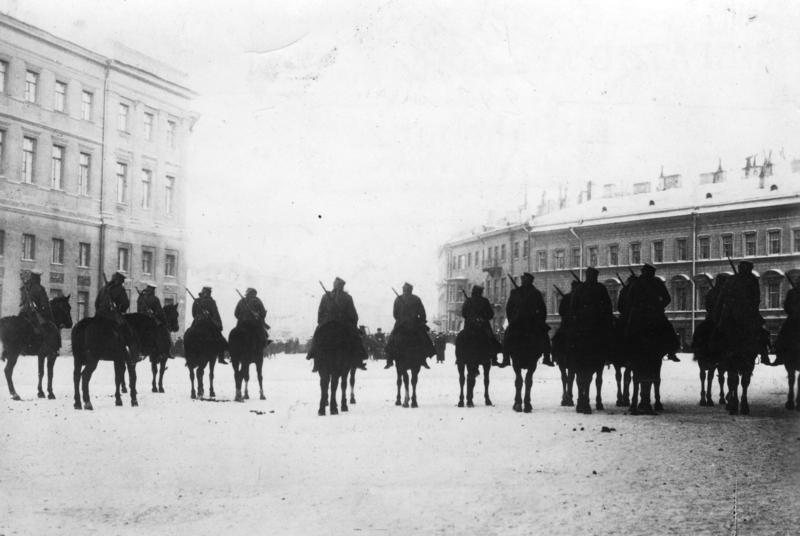
22 ianuarie: Începutul Revoluției ruse. Trupe militare în fața Palatului de Iarnă.

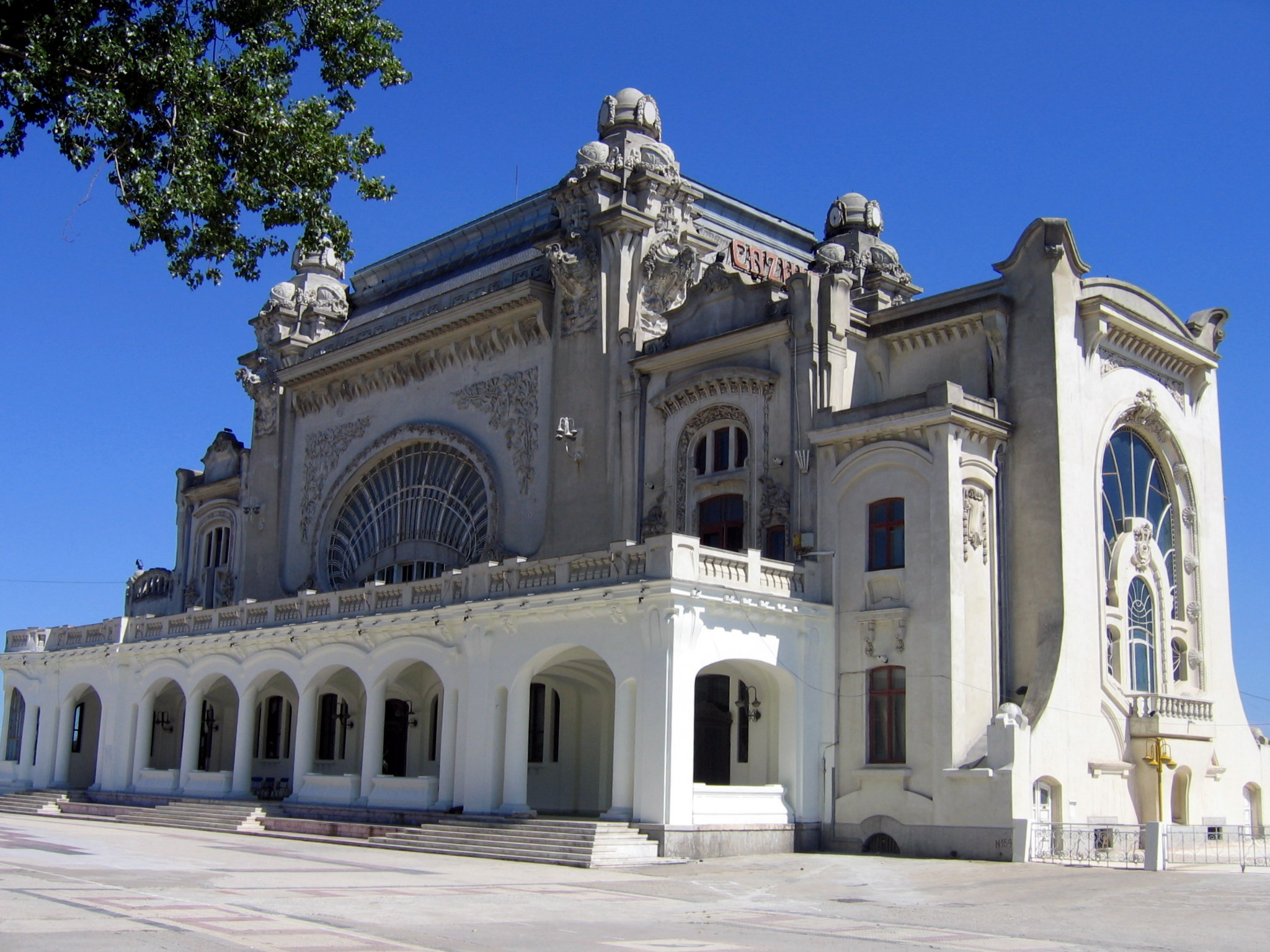
Începe construirea Cazinoului din Constanța. Va fi finalizat în anul 1910.

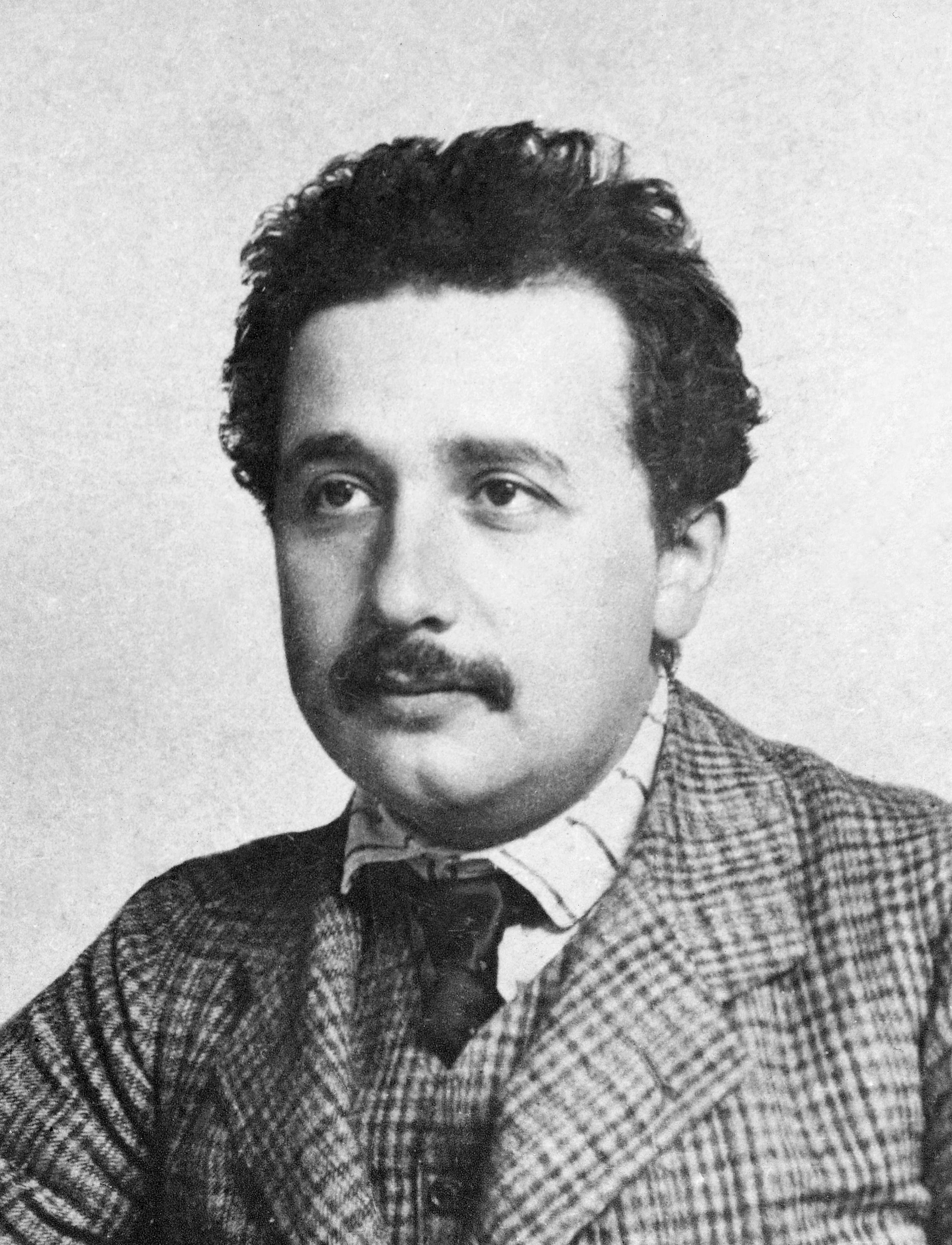
Albert Einstein prezintă lucrarea "Does the Inertia of a Body Depend Upon Its Energy Content?", în care dezvoltă un argument pentru faimoasa ecuație E = mc^{2}

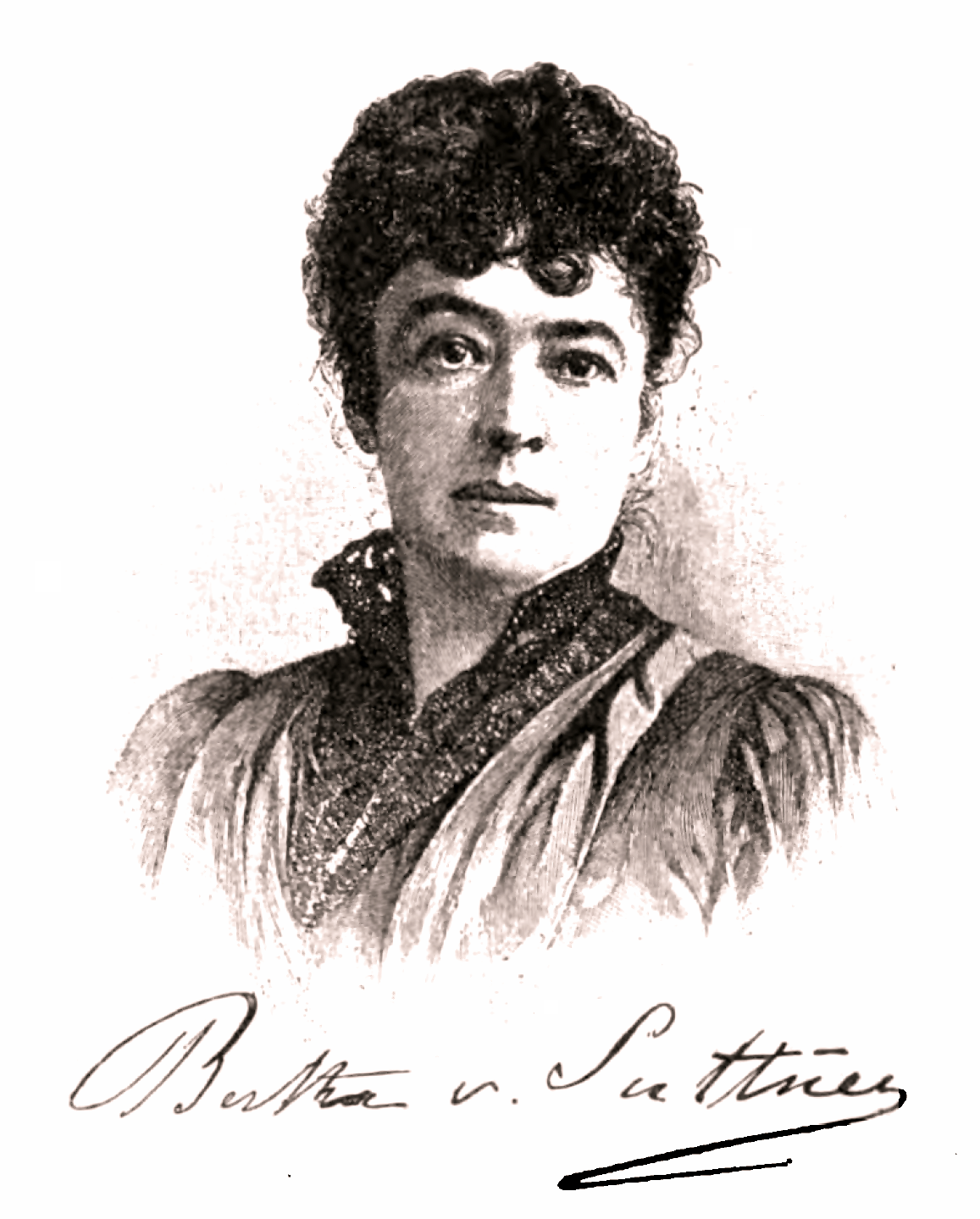
10 decembrie: Bertha von Suttner devine prima femeie care primește Premiul Nobel pentru Pace.

### Ianuarie
- 2 ianuarie: Războiul Ruso-Japonez: După 157 de zile de asediu, armata rusă renunță la Port Arthur, în fața trupelor japoneze.
- 9 ianuarie-22 ianuarie: Începutul Revoluției ruse.
- 20 ianuarie: Podul egiptean din Sankt Petersburg utilizat, atât de către pietoni, cât și de căruțe trase de cai, s-a prăbușit atunci când un escadron de cavalerie l-a traversat. Toți cei 60 de soldați căzuți în râul Fontanka au fost salvați, însă câțiva cai s-au înecat. Structura actuală a podului, care încorporează sfincși si multe alte detalii ale podului construit în secolul XIX, a fost finalizată în 1955.
- 26 ianuarie: În mina Premier din apropiere de Pretoria, este descoperit cel mai mare diamant în stare brută. Acesta cântărește 3.106 carate (621 grame) și primește numele proprietarului minei, Thomas Cullinan. Din acesta s-au obținut 105 diamante, din care 9 se găsesc în Coroana Regală Britanică.

### Februarie
- 17 februarie: Marele Duce Serghei Alexandrovici al Rusiei, unchiul Țarului, este asasinat la Kremlin, de revoluționarul socialist Ivan Platonovici Kaljajev.
- 22 februarie: Se înființează primul sindicat muncitoresc din România, Sindicatul lucrătorilor tâmplari, în frunte cu I.C Frimu și Voicu Andreescu-Râureanu. După câteva zile se înființează Sindicatul strungarilor și Sindicatul lucrătorilor din fabricile de încălțăminte.

### Martie
- 3 martie: Țarul Nicolae al II-lea al Rusiei a fost de acord cu înființarea unui Dume (camera inferioară a parlamentului).

### Aprilie
- 4 aprilie: În India, un violent cutremur cu magnitudine de 8,6 grade pe scara Richter, în apropiere de Kangra, omoară 20.000 de oameni.
- 29 aprilie: Printr-un edict al țarului Rusiei, minoritățile religioase din Rusia primesc mai multă libertate.

### Mai
- 27 mai: Are loc bătălia din Strâmtoarea Tsushima, principala bătălie navală care a avut loc între Rusia și Japonia în Războiul Ruso-Japonez. Bătălia s-a terminat cu victoria decisivă a Japoniei.

### Iunie
- 7 iunie: Norvegia devine stat independent față de Suedia.
- 15 iunie: Prințesa Margaret de Connaught se căsătorește cu Prințul Gustaf Adolf al Suediei, Duce de Skåne (viitorul rege al Suediei).
- 27 iunie: După revolta lor, marinarii ruși de pe crucișătorul "Potemkin" s-au refugiat în portul Constanța, predându-se autorităților române.

### Iulie
- 3 iulie: Parlamentul francez aprobă separarea strictă a bisericii de stat.

### August
- 13 august: În Norvegia, 80% din populație aprobă separarea de Suedia.

### Septembrie
- 5 septembrie: Semnarea Tratatului de la Portsmouth a pus capăt Războiului Ruso-Japonez.
- 8 septembrie: Este dat în folosință Tramvaiul din Sibiu. Sibiul devine astfel al doilea oraș din Europa și al treilea din lume în care este utilizat tramvaiul electric.
- 11 septembrie: O grevă generală după executarea mai multor muncitori pentru infracțiuni politice, paralizează viața publică în Varșovia.

### Octombrie
- 17-30 octombrie: Țarul Nicolae al II-lea al Rusiei emite Manifestul din octombrie și, astfel, invocă prima Dumă rusă.
- 18 octombrie: Deschiderea celui de-al 3-lea Salon de Toamnă de la Paris; scandalul picturilor artiștilor care au aderat la Fauvism.

### Noiembrie
- 4 noiembrie: Marele Ducat al Finlandei își recapătă autonomia, rusa nu mai este limba oficială.
- 18 noiembrie: Parlamentul norvegian îl alege ca rege pe Prințul Karl de Danemarca, care primește numele de Haakon al VII-lea.
- 28 noiembrie: Naționalistul irlandez, Arthur Griffith, pune bazele mișcării politice radicale Sinn Féin.

### Decembrie
- 10 decembrie: Scriitoarea austriacă, Bertha von Suttner, câștigă Premiul Nobel pentru Pace.

### Nedatate
- 1905-1909: Din inițiativa ambasadorului rus, Mihail Nikolaevici, la București, pe un teren cumpărat de la Olga Elena Romanescu, începe construcția Bisericii Ruse din București, după planurile arhitectului rus, V. A. Preobrajenski.
- A fost construit primul submarin german, U-1, și lansat pe apă în 1906.
- Are loc descrierea științifică a Tyrannosaurus rex de către paleontologul american, Henry Fairfield Osborn.
- Banca Marmorosch-Blank din București, cu capital francez, german, maghiar și românesc, se transformă în Societate pe acțiuni.
- Începe construirea Cazinoului din Constanța, de către arhitecții Daniel Renard și Petre Antonescu. Va fi finalizat în anul 1910.
- Nestlé SA. Producător multinațional de produse alimentare cu sediul în Vevey, Elveția. În 1937 produce prima cafea instant, Nescafé.

## Arte, știință, literatură și filozofie

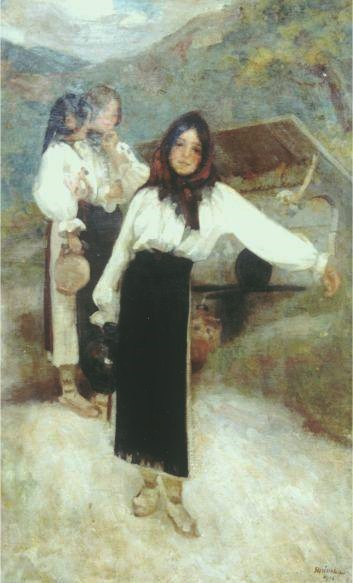
Ipolit Strâmbu, Fete la fântână, 1905

- 2 ianuarie: Astronomul american, Charles Dillon Perrine, descoperă satelitul lui Jupiter, Elara.
- 17 martie: Albert Einstein publică o lucrare dedicată efectului fotoelectric.
- 11 mai: Albert Einstein și-a susținut doctoratul la Universitatea din Zurich cu o dizertație teoretică asupra dimeniunii moleculelor.
- 13 mai: Prima apariție a dansatoarei Mata Hari la Paris.
- 30 iunie: Albert Einstein publică lucrarea, Asupra electrodinamicii corpurilor în mișcare. Avea să fie cunoscută mai târziu ca teoria relativității.
- 27 septembrie: Albert Einstein prezintă lucrarea "Does the Inertia of a Body Depend Upon Its Energy Content?", în care dezvoltă un argument pentru faimoasa ecuație E = mc2.
- aprilie: Albert Einstein publică un articol cu titlul: "Mișcarea browniană", în care a făcut predicții semnificative asupra mișcării particulelor răspândite aleatoriu într-un fluid.
- Exploratorul norvegian, Roald Amundsen, descoperă Polul Nord magnetic.
- Jack London publică Colț Alb la New York.
- Max Weber publică Die Protestantische Ethik und der Geist des Kapitalismus.
- Pablo Picasso pictează Garçon à la pipe.
- Sigmund Freud publică Trei eseuri despre sexualitate.

## Nașteri

### Ianuarie

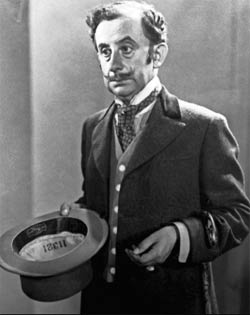
Grigore Vasiliu Birlic, actor român
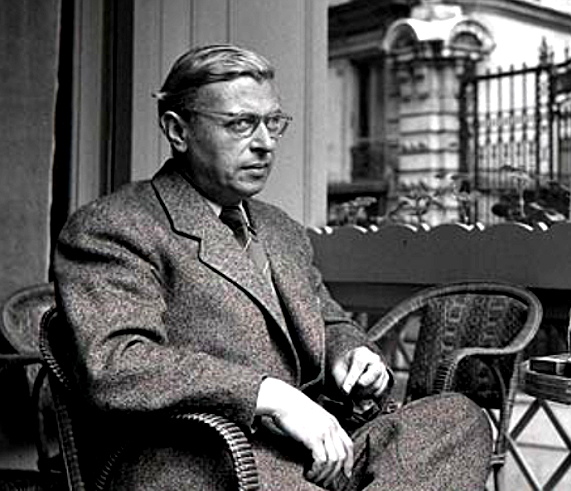
Jean-Paul Sartre, filosof, scriitor francez, laureat Nobel
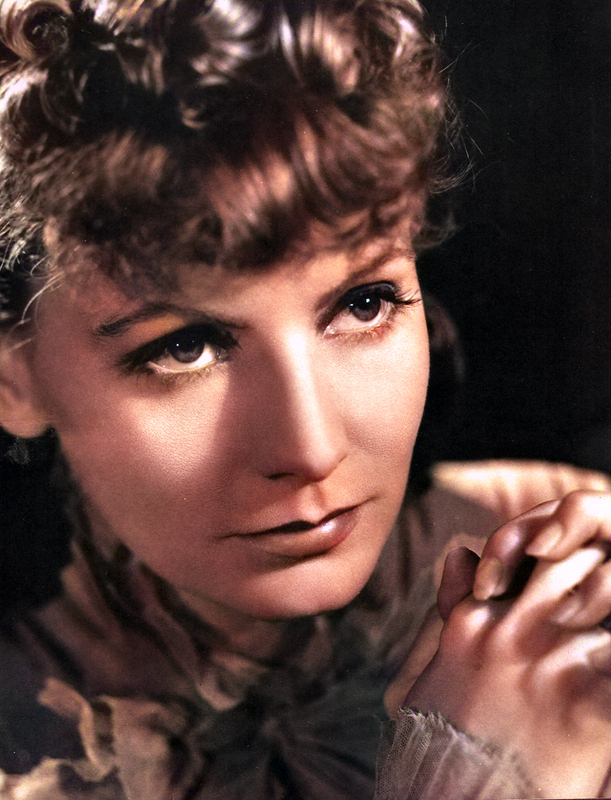
Greta Garbo, actriță de origine suedeză
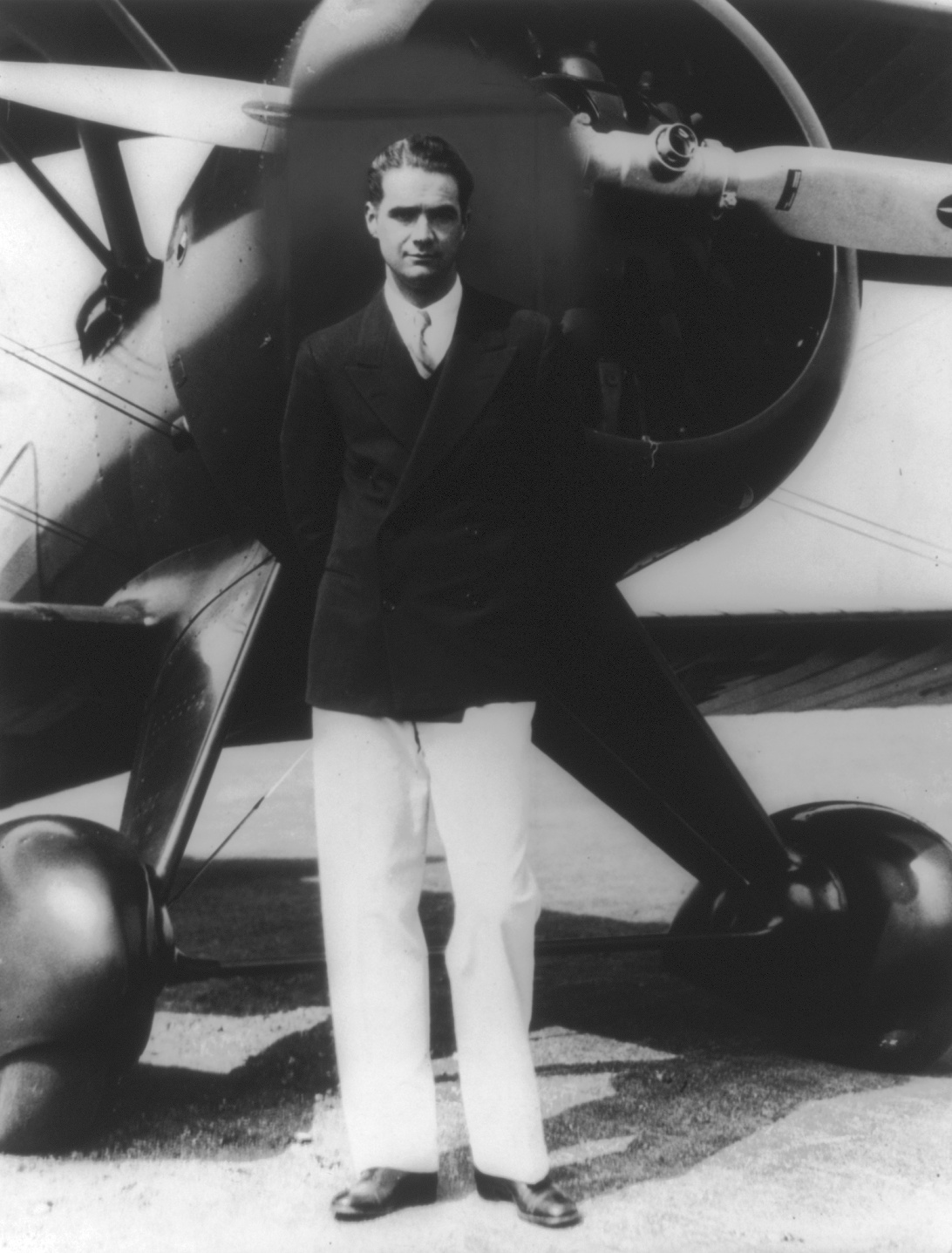
Howard Hughes, aviator, inginer, industriaș, filantrop american

- 10 ianuarie: Constantin Sârbu, preot ortodox român, canonizat ca sfânt (d. 1975)
- 21 ianuarie: Christian Dior, designer de modă francez (d. 1957)
- 24 ianuarie: Grigore Vasiliu Birlic (n. Grigore Vasiliu), actor român de film și teatru (d. 1970)
- 30 ianuarie: Eli Lotar, fotograf francez de etnie română (d. 1969)

### Februarie
- 2 februarie: Ayn Rand (n. Zinovievna Alisa Rosenbaum), scriitoare americană de etnie rusă (d. 1982)
- 12 februarie: Theodor Burghele, medic chirurg român, președinte al Academiei Române (d. 1977)
- 15 februarie: François Seydoux de Clausonne, diplomat francez (d. 1981)

### Martie
- 2 martie: Radu Gyr (n. Radu Demetrescu), poet și gazetar român (d. 1975)
- 14 martie: Raymond Aron, filosof francez (d. 1983)
- 23 martie: Joan Crawford (n. Lucille Fay LeSueur), actriță americană de film (d. 1977)
- 27 martie: Aurel Bărglăzan, inginer român, membru al Academiei Române (d. 1960)
- 31 martie: Anton Dumitriu, filosof și logician român (d. 1992)

### Aprilie
- 8 aprilie: Hans Scherfig, scriitor și pictor danez (d. 1979)
- 18 aprilie: Prințesa Margarita a Greciei și Danemarcei (d. 1981)

### Mai
- 6 mai: Gheorghe Claudiu Suciu, petrochimist și academician român (d. 1990)
- 11 mai: Vasile Jitariu, biolog român (d. 1989)
- 16 mai: Henry Fonda, actor american de film (d. 1982)
- 24 mai: Mihail Șolohov, scriitor rus, laureat al Premiului Nobel (d. 1984)

### Iunie
- 21 iunie: Jean-Paul Sartre (Jean-Paul Charles Aymard Sartre), filosof, scriitor francez, laureat al Premiului Nobel (d. 1980)
- 22 iunie: Nicolae Mărgineanu, psiholog român (d. 1980)

### Iulie
- 6 iulie: Suzanne Spaak, membră a Rezistenței, dreaptă între popoare (d. 1944)
- 25 iulie: Elias Canetti, scriitor evreu sefard din Bulgaria, laureat al Premiului Nobel (d. 1994)

### August
- 2 august: Myrna Loy (n. Myrna Adele Williams), actriță americană de film (d. 1993)
- 27 august: Ion S. Antoniu, inginer român, membru corespondent al Academiei Române (d. 1987)

### Septembrie
- 3 septembrie: Carl David Anderson, fizician american, laureat al Premiului Nobel (d. 1991)
- 5 septembrie: Arthur Koestler, romancier și ziarist britanic de etnie evreiască (d. 1983)
- 18 septembrie: Greta Garbo (n. Greta Lovisa Gustafson), actriță suedeză de film (d. 1990)

### Octombrie
- 17 octombrie: Alexandru Dima, istoric literar și estetician român (d. 1979)

### Noiembrie
- 11 noiembrie: Constantin Cantacuzino (aka Bâzu), aviator român de elită (d. 1958)
- 17 noiembrie: Astrid a Suediei, soția regelui Leopold al III-lea al Belgiei (d. 1935)
- 18 noiembrie: Grigore Alexandru Benetato, medic român, membru al Academiei Române (d. 1972)
- 23 noiembrie: Petru Comarnescu (aka Anton Coman), scriitor, eseist și critic de artă român (d. 1970)

### Decembrie
- 12 decembrie: Vasili Grossman (n. Iosif Solomonovici Grossman), scriitor rus (d. 1964)
- 17 decembrie: Vasile Lovinescu, critic literar, dramaturg și filosof esoteric român (d. 1984)
- 24 decembrie: Howard Hughes, aviator, inginer, industriaș și filantrop american (d. 1976)
- 31 decembrie: Tadeusz Breza, romancier polonez (d. 1970)

## Decese
- 14 ianuarie: Ernst Karl Abbe, 64 ani, fizician german (n. 1840)
- 17 ianuarie: Prințesa Caroline Reuss de Greiz (n. Caroline Elisabeth Ida Reuss), 20 ani (n. 1884)
- 19 ianuarie: Iacob Dimitrie Felix, 73 ani, medic chirurg român, de etnie austriacă (n. 1832)
- 17 februarie: Marele Duce Serghei Alexandrovici al Rusiei, 47 ani (n. 1857)

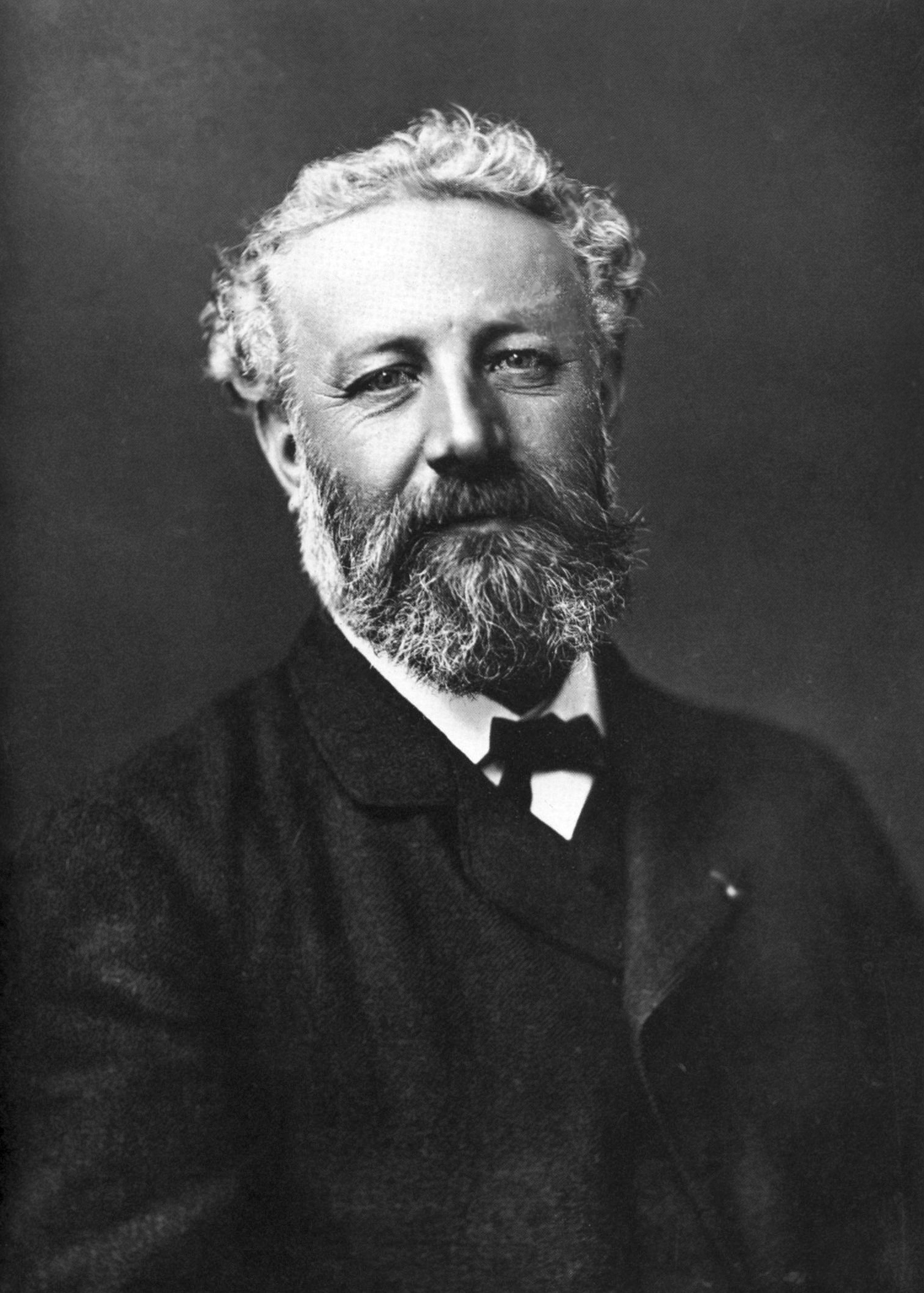
Jules Verne, scriitor francez
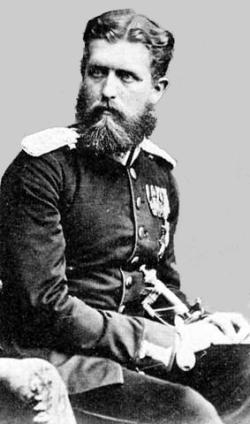
Prințul Leopold de Hohenzollern-Sigmaringen, tatăl Regelui Ferdinand I al României
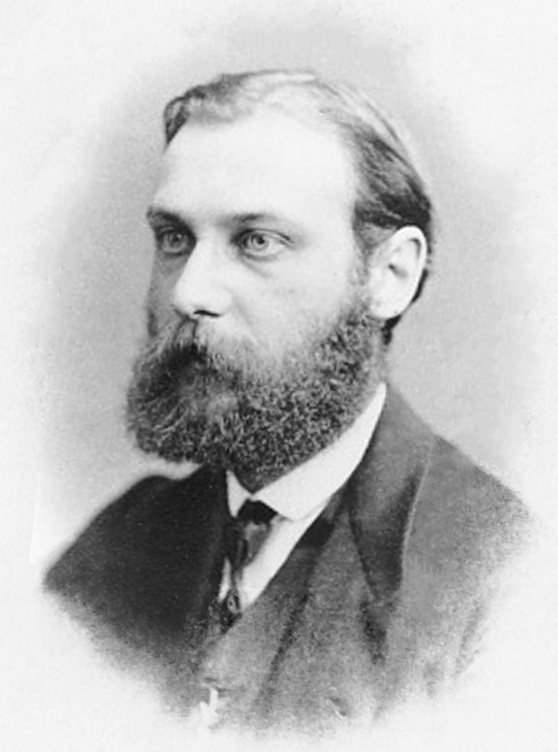
Walther Flemming,  biolog german și fondatorul citogeneticii
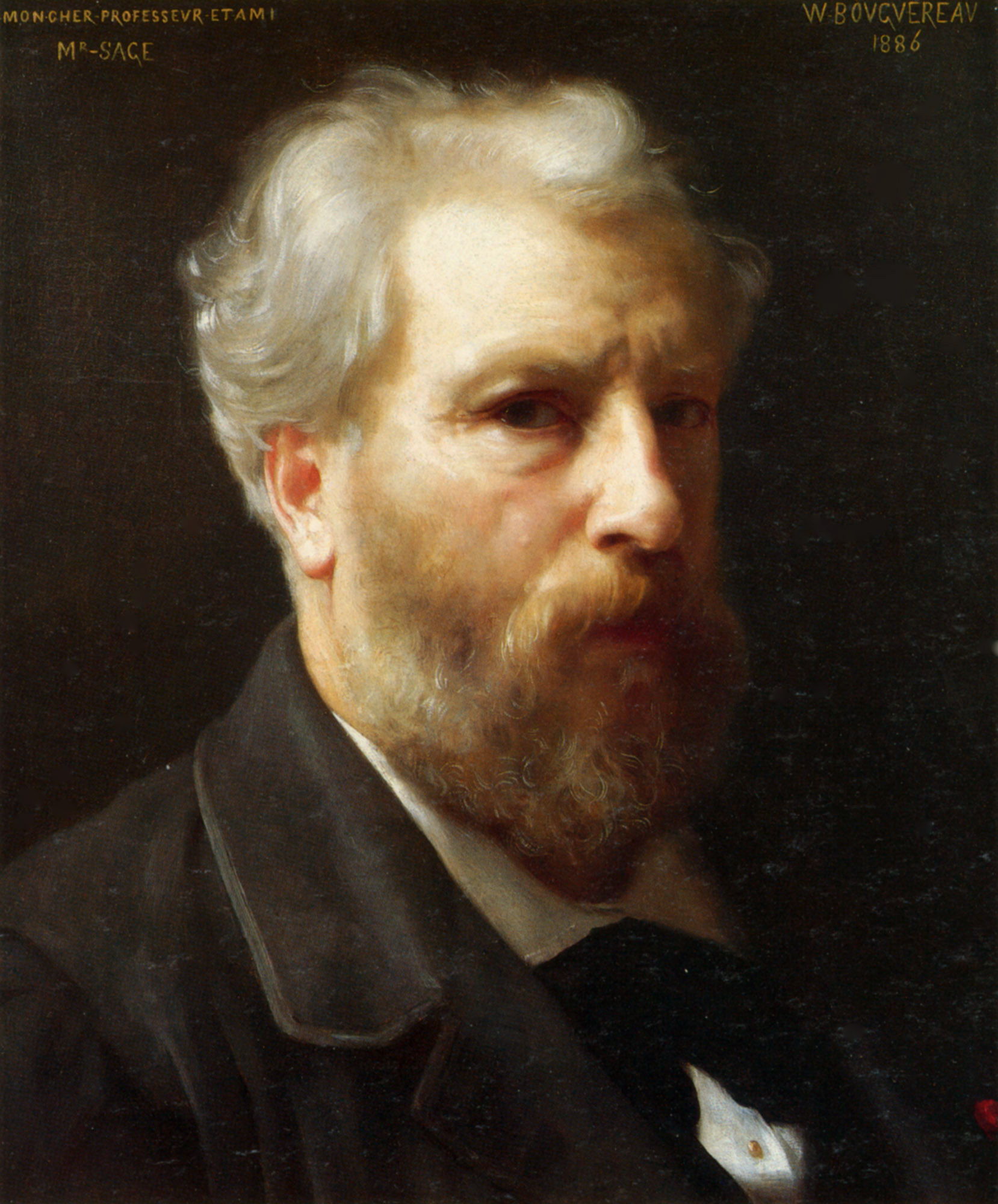
William-Adolphe Bouguereau, pictor francez

- 24 martie: Jules Gabriel Verne, 77 ani, scriitor francez (n. 1828)
- 3 aprilie: Ion Pop-Reteganul, 51 ani, folclorist român (n. 1853)
- 6 iunie: Ștefan Fălcoianu, 69 ani, general, matematician, istoric și politician român (n. 1835)
- 8 iunie: Prințul Leopold de Hohenzollern-Sigmaringen (n. Leopold Stephan Karl Anton), 69 ani, tatăl Regelui Ferdinand I al României (n. 1835)
- 13 iunie: Arhiducele Joseph Karl de Austria, 72 ani (n. 1833)
- 4 august: Walther Flemming, 62 ani, biolog german și fondatorul citogeneticii (n. 1843)
- 7 august: Alexander Melville Bell, 86 ani, filolog, cercetător al foneticii psihologice, tatăl lui Alexander Graham Bell (n. 1819)
- 19 august: William-Adolphe Bouguereau, 79 ani, pictor francez (n. 1825)
- 27 august: Infanta Amelia Filipina a Spaniei (n. Amalia Felipina del Pilar Blasa Bonisa Vita Rita Lutgard Romana Judas Tadea Alberta Josefa Ana Joaquina Los Doce Apostolicos Bonifacia Domenica Bibiana Veronica), 70 ani (n. 1834)
- 8 noiembrie: Victor Elpidiforovich Borisov-Musatov, 35 ani, pictor rus (n. 1870)
- 17 noiembrie: Adolf, Mare Duce de Luxemburg (n. Adolf Wilhelm August Karl Friedrich of Nassau-Weilburg), 88 ani (n. 1817)
- 17 noiembrie: Prințul Filip, Conte de Flandra (n. Filips Eugeen Ferdinand Marie Clemens Boudewijn Leopold Joris), 68 ani (n. 1837)

## Premii Nobel
- Fizică: Philipp Lenard (Germania)
- Chimie: Adolf von Baeyer (Germania)
- Medicină: Robert Koch (Germania)
- Literatură: Henryk Sienkiewicz (Polonia)
- Pace: Bertha von Suttner (Austria)